# Das Wunder von Fatima
Das Wunder von Fatima (Originaltitel: La señora de Fátima) ist ein spanischer Film um die Wundererscheinung in dem portugiesischen Wallfahrtsort, der von Rafael Gil 1951 als Variante der Hollywood-Version The Miracle of our Lady of Fatima gedreht wurde. Ab 17. Oktober 1952 war der Film auch im deutschen Sprachraum zu sehen.

## Handlung
1917 erleben einige Kinder im Ort Fatima eine Marienerscheinung, doch die kirchlichen Behörden zeigen sich ebenso ungläubig wie die Zivilbevölkerung, bis ein Sonnenwunder und mehrfache Heilungen sie vom Gegenteil überzeugen.

## Auszeichnungen
- Im Jahr 1951 gewann der Film bei den National Syndicate of Spectacle-Auszeichnungen den Ersten Platz als Best Film (Prize of the National Syndicate of Spectacle)

## Kritik
Das Lexikon des Fantasy-Films meint, der Film orientiere sich am Stil des italienischen Neorealismus, wirft Regisseur Gil jedoch vor, dass er vorgebe, ein Thema zu beleuchten, an dem er sich dann laufend vorbeimogele. Die holländische Cinema.nl hielt das Gezeigte für wenig inspiriert und inspirierend, das Lexikon des internationalen Films urteilt milder: „Ein in Inhalt und Form durch natürliche Schlichtheit ansprechender Film“.